# Отрар (городище)
42°51′05″ пн. ш. 68°18′11″ сх. д. / 42.8514829° пн. ш. 68.3029696° сх. д.
Отрар (каз. Отырар) — городище в Отрарському районі Південно-Казахстанської області Казахстану.
Розташоване за 57 км від міста Туркестан. Область Отара називається Отрарська оаза.

## Історія
У І — VII століттях так звана Отарська оаза почала свій розвиток. У 1800-х роках вчені досліджувати місто.
У середні віки велика держава Хорезм завоювала Отрар. З тих пір місто почало розвиватись. Багато купців, ювелірів, філософів, бань та банків було в місті. Місто розквітло, але не на довго.
У 1219 році на Отрар звалилася татаро-монгольська навала. Син Чингісхана Джучі очолив облогу. Місто захищалось 60-тисячним гарнізоном на чолі з Газер-ханом. Закривши ворота вони приготувались до жорсткої оборони. Місто було неприступним, якби не голод і хвороби. Гарнізон скоротився втричі. На 7-му місяці один зрадник відкрив ворота, але правитель міста закрився у фортечній цитаделі. Він протримався із захисниками міста цілий місяць. Здавшись вони потрапили під ярмо Золотої Орди. Пізніше, коли Тимур(Кульгавий) почав завойовувати території Золотої Орди, Отрар був одним із найголовніших міст в його Імперії. Власне у 1405 році він помер у Отрарі.

## Об'єкт спадщини ЮНЕСКО
Так як Отрар є гарним архітектурним містом, яке колись потрапило під Татаро-Монгольське іго, його почали досліджувати. З 2001—2004 Юнеско почало захист спадщини середніх віків. В 1969 році були розвідані гарні двори, архітектура яких найкраща в середньовіччі. Гуляючи по стародавньому місту ми можемо побачити неймовірну архітектуру. Історія неначе лежить під нашими ногами. Хоча важко уявити що це було одне з найвеличніших міст середньовічної Азії. Ось він, найвідоміший парадокс історії. Колись величне місто тепер — тільки залишки архітектурної спадщини колись величного міста. У Отрарі також була дуже велика бібліотека в якій зберігалось багато літописів та повістей тодішніх філософів.

## Уродженці
- Аль-Фарабі (870—950) — великий науковець і філософ, систематизатор східного перипателізму (аристотелізм), представник етико-філософського напрямку
- Абу-л-Касим ал-Фарабі (1130—1210) — середньоазійський арабомовний вчений-мислитель.